# 메건 탠디
메건 탠디(Meagan Tandy, 1985년 5월 3일 ~ )는 미국의 배우, 모델, 미인 대회 우승자이다. 미스 USA 2007에 참가해 3위를 한 이력이 있다.

## 출연 작품
- 제인 바이 디자인 (2012)
- 피라냐 3DD (2011)
- 언스토퍼블 (2010)